# Il Giallo Mondadori dal 1301 al 1400
|  | I 100 precedenti: Il Giallo Mondadori dal 1201 al 1300 |

## Dal N.1301 al N.1400
| N.   | Titolo italiano                                | Autore                                | Titolo originale                    | Pubblicazione     |
| ---- | ---------------------------------------------- | ------------------------------------- | ----------------------------------- | ----------------- |
| 1301 | Trio per strumenti a piombo                    | Edward S. Aarons                      | Say It With Murder                  | 6 gennaio 1974    |
| 1302 | Preferisco la morte                            | Bill Pronzini                         | The Vanished                        | 13 gennaio 1974   |
| 1303 | I tre mondi di Johnny Bello                    | John Godey                            | The Three Worlds of Johnny Handsome | 20 gennaio 1974   |
| 1304 | 87º Distretto: l'assassino ha confessato       | Ed McBain                             | Sadie When She Died                 | 27 gennaio 1974   |
| 1305 | Quel giorno, nella nebbia                      | Christianna Brand                     | London Particular                   | 3 febbraio 1974   |
| 1306 | Troppe trappole per Trapp                      | Eugene Franklin                       | Murder Trapp                        | 10 febbraio 1974  |
| 1307 | Si paga una volta sola                         | Rosemary Gatenby                      | Hanged for A Sheep                  | 17 febbraio 1974  |
| 1308 | Reparto agitati                                | Carter Cullen                         | The Deadly Chase                    | 24 febbraio 1974  |
| 1309 | Un uomo da salvare                             | Day Keene                             | Take A Step To Murder               | 3 marzo 1974      |
| 1310 | Di ricatto si muore                            | Gordon Ashe                           | The Big Call                        | 10 marzo 1974     |
| 1311 | Nel cuore dell'inverno                         | William H. Hallahan                   | The Dead of Winter                  | 17 marzo 1974     |
| 1312 | L'ultima impresa                               | Victor Canning                        | Queen's Pawn                        | 24 marzo 1974     |
| 1313 | Panico                                         | Bill Pronzini                         | Panic!                              | 31 marzo 1974     |
| 1314 | L'esecutore                                    | John Cassells                         | The Enforcer                        | 7 aprile 1974     |
| 1315 | Glenn Bowman: salto agli ostacoli              | Hartley Howard                        | Highway To Murder                   | 14 aprile 1974    |
| 1316 | La bionda dell'autostrada                      | Douglas Enefer                        | Girl on The M6'                     | 21 aprile 1974    |
| 1317 | La prima signora Winston                       | Rae Foley                             | The First Mrs Winston               | 28 aprile 1974    |
| 1318 | La morte alle calcagna                         | Edward S. Aarons                      | I Can't Stop Running                | 5 maggio 1974     |
| 1319 | Tredici testimoni a discarico                  | Pierre Nemours                        | Treize Temoins A Decharge           | 12 maggio 1974    |
| 1320 | Apri gli occhi, Dawlish!                       | John Creasey                          | Death In Diamonds                   | 19 maggio 1974    |
| 1321 | Lunga estate di paura                          | Doris Miles Disney                    | Only Couples Need Apply             | 26 maggio 1974    |
| 1322 | L'occhio di Giuda                              | Carter Dickson                        | The Judas Window                    | 2 giugno 1974     |
| 1323 | Quei maledetti dollari                         | Eugene Franklin                       | The Money Murders                   | 9 giugno 1974     |
| 1324 | La bella addormentata                          | Ross Macdonald                        | Sleeping Beauty                     | 16 giugno 1974    |
| 1325 | Parola mia, andavamo a mille!                  | Jack Ripley                           | My Word You Should Have Seen Us     | 23 giugno 1974    |
| 1326 | Il giudice buonanima                           | Mignon G. Eberhart                    | Murder In Waiting                   | 30 giugno 1974    |
| 1327 | La trama del delitto                           | George Baxt                           | The Affair at Royalties             | 7 luglio 1974     |
| 1328 | Perry Mason e l'omicidio rinviato              | Erle Stanley Gardner                  | The Case of The Postponed Murder    | 14 luglio 1974    |
| 1329 | La parte del leone                             | E.V. Cunningham                       | Millie                              | 21 luglio 1974    |
| 1330 | Mike Shayne sotto pressione                    | Brett Halliday                        | Kill All The Young Girls            | 28 luglio 1974    |
| 1331 | Quella bomba di Nero Wolfe                     | Rex Stout                             | Please Pass The Guilt               | 4 agosto 1974     |
| 1332 | 87º Distretto: distretto? parlate più forte!   | Ed McBain                             | Let's Hear It for The Deaf Man      | 11 agosto 1974    |
| 1333 | Lenora                                         | Van Siller                            | Lenora                              | 18 agosto 1974    |
| 1334 | Settimana di morte                             | Robert O. Saber                       | Time for Murder                     | 25 agosto 1974    |
| 1335 | Sedici millimetri di morte                     | Richard Himmel                        | Two Deaths Must Die                 | 1º settembre 1974 |
| 1336 | Tante grazie, Scotland Yard!                   | Catherine Arley                       | Le Fait Du Prince                   | 8 settembre 1974  |
| 1337 | Con odio e con rancore                         | Elizabeth Ferrars                     | The Small World of Murder           | 15 settembre 1974 |
| 1338 | Non c'è tempo da perdere, Tenente Hastings     | Collin Wilcox                         | Hiding Place                        | 22 settembre 1974 |
| 1339 | Pecora segnata                                 | Day Keene                             | Notorius                            | 29 settembre 1974 |
| 1340 | I morti e i morituri                           | Bill Pronzini                         | Undercurrent                        | 6 ottobre 1974    |
| 1341 | La morte ha fretta                             | John Creasey                          | Death In A Hurry                    | 13 ottobre 1974   |
| 1342 | Julian Quist: omicidio di lusso                | Hugh Pentecost                        | The Beautiful Dead                  | 20 ottobre 1974   |
| 1343 | Fenner: coi piedi di piombo                    | George Harmon Coxe                    | The Silent Witness                  | 27 ottobre 1974   |
| 1344 | Il vento del becchino                          | Whit Masterson                        | The Undertaker Wind                 | 3 novembre 1974   |
| 1345 | Il più bel colpo della mia vita                | Robert Pollock                        | Loophole                            | 10 novembre 1974  |
| 1346 | Assassinio al calcolatore                      | Leonard Gribble                       | Programmed for Death                | 17 novembre 1974  |
| 1347 | L'indizio della chiave tagliata                | Helen Nielsen                         | The Severed Key                     | 24 novembre 1974  |
| 1348 | Gideon e il quarto potere                      | J.J. Marric                           | Gideon's Press                      | 1º dicembre 1974  |
| 1349 | Vattene, Jack!                                 | Ted Lewis                             | Jack's Return Home                  | 8 dicembre 1974   |
| 1350 | Alzati e muori                                 | Richard Lockridge e Frances Lockridge | Stand Up And Die                    | 15 dicembre 1974  |
| 1351 | Operazione vaso di Pandora                     | Thomas Chastain                       | Pandora's Box                       | 22 dicembre 1974  |
| 1352 | Quei sette maledetti giorni                    | Bruno Fischer                         | The Evil Days                       | 29 dicembre 1974  |
| 1353 | I sequestrati del Warfield                     | Judson Philips                        | The Larkspur Conspiracy             | 5 gennaio 1975    |
| 1354 | Delitto in casa Willett                        | Rufus King                            | Murder In The Willett Family        | 12 gennaio 1975   |
| 1355 | ...e poi squillò il telefono                   | Freda Hurt                            | Dark Design                         | 19 gennaio 1975   |
| 1356 | Il sapore della vendetta                       | M. Misenheimer - A. Powers            | The Man Who Wouldn't Stay Framed    | 26 gennaio 1975   |
| 1357 | L'ultimo ballo di Jennifer                     | Diana Ramsay                          | Deadly Discretion                   | 2 febbraio 1975   |
| 1358 | Sbronza da morire                              | Hartley Howard                        | Dead Drunk                          | 9 febbraio 1975   |
| 1359 | Cacciatori nella notte                         | John Miles                            | The Night Hunters                   | 16 febbraio 1975  |
| 1360 | Il colore della violenza                       | Jeffrey Ashford                       | The Colour of Violence              | 23 febbraio 1975  |
| 1361 | Piatto forte a Villa Joyosa                    | Robert Kopkins                        | The Raid on The Villa Joyosa        | 2 marzo 1975      |
| 1362 | Sinfonia di morte                              | Alan White                            | Armstrong                           | 9 marzo 1975      |
| 1363 | Uno dei tanti                                  | Barry Musto                           | The Weighted Scales                 | 16 marzo 1975     |
| 1364 | Al diavolo, Elaine!                            | Van Siller                            | The Hell With Elaine                | 23 marzo 1975     |
| 1365 | Patrick Dawlish: arrivano i nostri             | John Creasey                          | Murder Too Late                     | 30 marzo 1975     |
| 1366 | Parker: luna nuova, buio pesto                 | Richard Stark                         | Butcher's Moon                      | 6 aprile 1975     |
| 1367 | La sentinella della città morta                | Ellis Peters                          | City of Gold And Shadows            | 13 aprile 1975    |
| 1368 | Qua la mano, poliziotto!                       | Robert Rossner                        | The End of Someone Else's Rainbow   | 20 aprile 1975    |
| 1369 | Ricca da morire                                | Rae Foley                             | One O' Clock at The Gotham          | 27 aprile 1975    |
| 1370 | Eroe senza medaglia                            | Peter Alding                          | The Murder Line                     | 4 maggio 1975     |
| 1371 | Per la gola                                    | Alexandra Roudybush                   | A Gastronomic Murder                | 11 maggio 1975    |
| 1372 | Chi scava la fossa                             | David Delman                          | He Who Digs A Grave                 | 18 maggio 1975    |
| 1373 | Come ti rapisco il pupo                        | Donald E. Westlake                    | Jilly The Kid                       | 25 maggio 1975    |
| 1374 | Al verde si muore                              | James Hadley Chase                    | You're Dead Without Money           | 1º giugno 1975    |
| 1375 | Help! - Aiuto!                                 | Rosemary Gatenby                      | The Season of Danger                | 8 giugno 1975     |
| 1376 | Vivo e morto                                   | Elizabeth Ferrars                     | Alive And Dead                      | 15 giugno 1975    |
| 1377 | Contratto con un killer                        | Hamilton Jobson                       | Contract With A Killer              | 22 giugno 1975    |
| 1378 | Tre anni da leone                              | James Hadley Chase                    | Goldfish Have No Hiding Place       | 29 giugno 1975    |
| 1379 | Confessione di un presidente all'87º distretto | Ed McBain                             | Hail To The Chief                   | 6 luglio 1975     |
| 1380 | Operazione tropici                             | George Harmon Coxe                    | The Inside Man                      | 13 luglio 1975    |
| 1381 | Il treno della cuccagna                        | Whit Masterson                        | The Gravy Train                     | 20 luglio 1975    |
| 1382 | Donna temeraria                                | Rae Foley                             | Reckless Lady                       | 27 luglio 1975    |
| 1383 | L'uomo che amava gli zoo                       | Malcolm Bosse                         | The Man Who Loved Zoos              | 3 agosto 1975     |
| 1384 | Seppellitemi pure in lamé d'oro                | Stanton Forbes                        | Bury Me In Gold Lamé                | 10 agosto 1975    |
| 1385 | Gangsters in trasferta                         | John Gardner                          | The Corner Man                      | 17 agosto 1975    |
| 1386 | Gideon Fell: panico a teatro                   | John Dickson Carr                     | Panic In Box C                      | 24 agosto 1975    |
| 1387 | C come cocaina                                 | Michael Cronin                        | The Big C                           | 31 agosto 1975    |
| 1388 | Ditelo con i fiori                             | Donald E. Westlake                    | Help I Am Being Held Prisoner       | 7 settembre 1975  |
| 1389 | Mamma mia, quanta grana!                       | Jack Ripley                           | My God How The Money Rolls In       | 14 settembre 1975 |
| 1390 | La casa della violenza                         | Rae Foley                             | The Brownstone House                | 21 settembre 1975 |
| 1391 | Peggio della galera                            | Nicolas Bentley                       | Inside Information                  | 28 settembre 1975 |
| 1392 | Il movente                                     | Harry Carmichael                      | The Motive                          | 5 ottobre 1975    |
| 1393 | Chi di tivù ferisce...                         | Richard Lockridge                     | Death on The Hour                   | 12 ottobre 1975   |
| 1394 | Cambia aria, Larry Carr!                       | James Hadley Chase                    | Have A Change of Scene              | 19 ottobre 1975   |
| 1395 | Le delusioni di Benjamin Smoke                 | Ed McBain                             | Where There's Smoke                 | 26 ottobre 1975   |
| 1396 | Eroina per Mike Shayne                         | Brett Halliday                        | at The Point of A 38                | 2 novembre 1975   |
| 1397 | Morire d'estasi                                | Ngaio Marsh                           | Death In Ecstasy                    | 9 novembre 1975   |
| 1398 | Indagini parallele                             | Warwick Downing                       | The Player                          | 16 novembre 1975  |
| 1399 | Sudario di neve                                | Freda Hurt                            | Cold And Unhonoured                 | 23 novembre 1975  |
| 1400 | Ashton e Murdock: dossier 95                   | James E. Martin                       | The 95 File                         | 30 novembre 1975  |

|  | I 100 successivi: Il Giallo Mondadori dal 1401 al 1500 |